# 16 Lovers Lane
Albums de The Go-Betweens
Tallulah
(1987) The Friends of Rachel Worth
(2000)
16 Lovers Lane est un album de The Go-Betweens, sorti en 1988.

## L'album
Il est classé à la 12e place de l'ouvrage 100 Best Australian Albums et fait partie des 1001 albums qu'il faut avoir écoutés dans sa vie. 

### Titres
Tous les titres sont de Robert Forster, Grant McLennan et Amanda Brown. 
1. Love Goes On! (3:19)
2. Quiet Heart (5:20)
3. Love Is a Sign (4:12)
4. You Can't Say No Forever (3:57)
5. The Devil's Eye (2:05)
6. Streets of Your Town (3:36)
7. Clouds (4:02)
8. Was There Anything I Could Do? (3:06)
9. I'm All Right (3:10)
10. Dive for Your Memory (4:17)

### Musiciens
- Amanda Brown : violon, hautbois, guitare, voix
- Robert Forster : voix, guitare rythmique, harmonica
- Grant McLennan : voix guitares électriques
- Lindy Morrison : batterie
- John Willsteed : basse, guitare, orgue Hammond, piano